# Орел (сузір'я)

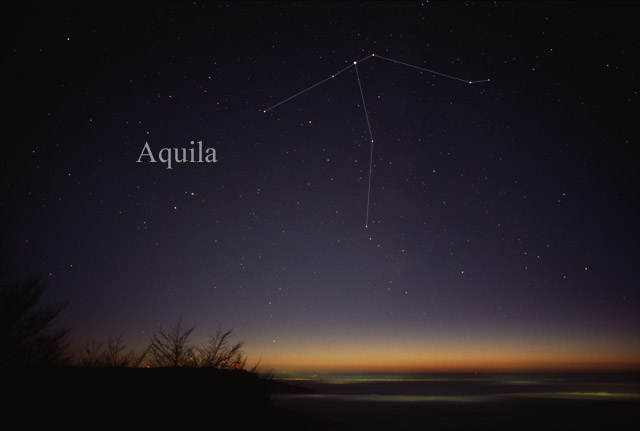
Орел неозброєним оком.

Оре́л (лат. Aquila) — екваторіальне сузір'я. Західна його частина лежить у східній гілці Чумацького Шляху, південніше сузір'я Стріли. Площа сузір'я 652,5 квадратні градуси, число зірок яскравіших 6m — 70.
Стародавня українська назва цього сузір'я — «Дівчина з відрами».

## Походження назви
Ще 5 тисячоліть тому шумери назвали це сузір'я Орлом. Греки бачили в ньому орла, посланого Зевсом для викрадення Ганімеда.
Орел включений в каталог зоряного неба Клавдія Птолемея «Альмагест». Частина зірок, що нині входять до складу Орла, Птолемей у сузір'я не включає, а описує як "зірки біля Орла, яким надано ім'я «Антіной», не виділяючи, однак, у самостійне сузір'я. Пізніше в Римській імперії із сузір'я стали виділяти окреме сузір'я Антіной.

## Пошук на небі

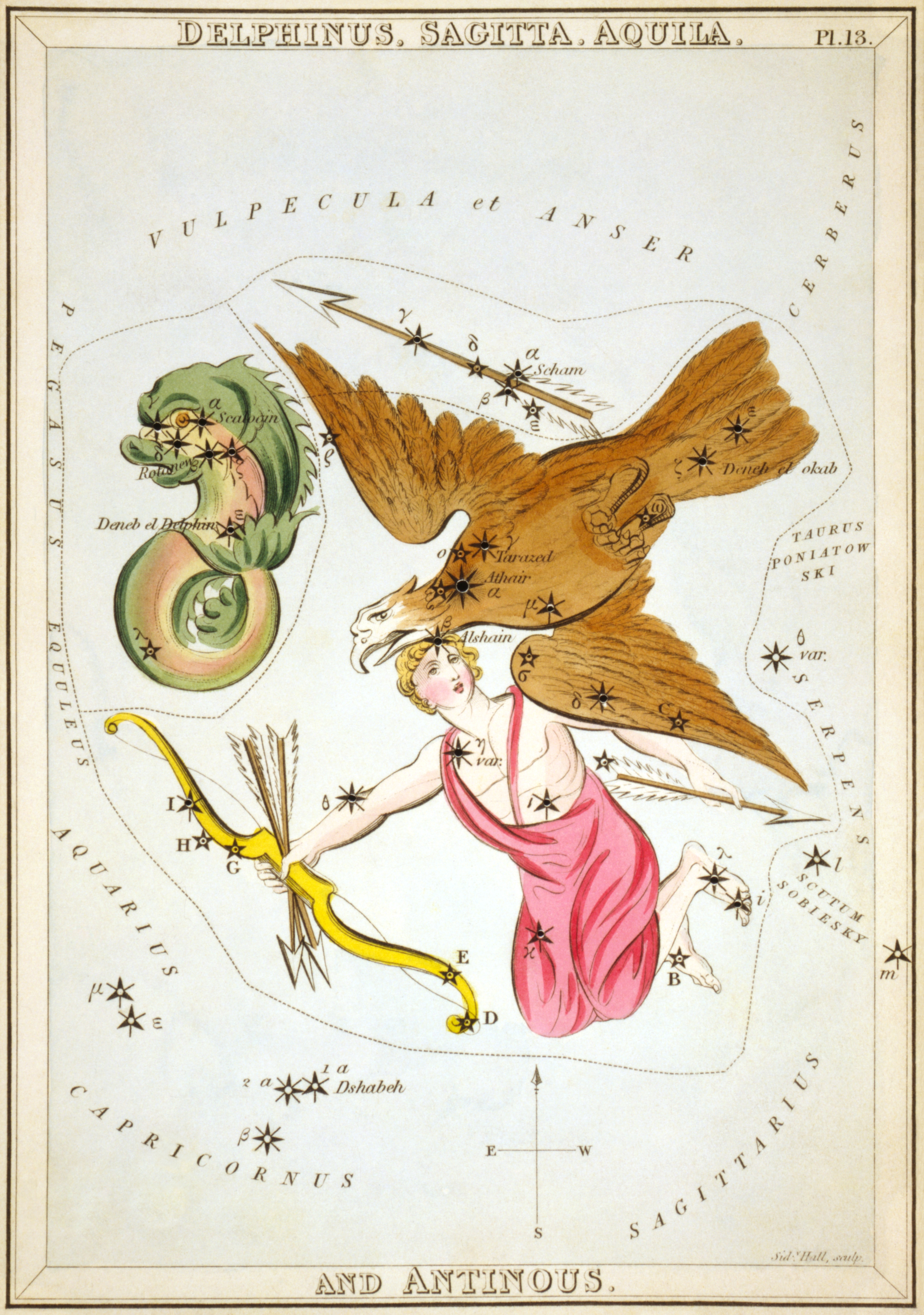
Сузір'я Орла із «Дзеркала Уранії», набору тематичних карток опублікованих у Лондоні, бл. 1825

Найкращі умови для спостережень у червні-серпні, видно на всій території України.
Сузір'я лежить на південний захід від Лебедя. Його легко впізнати за трьома яскравими зірками, що розташовані майже точно уздовж прямої лінії: Альтаїру, Таразеду й Альшаїну (α, γ и β Aql), — шия, спина та ліве плече «орла».

## Зорі
- Альтаїр (від арабського аль-наср аль-таїр, «летючий орел»), α Орла — біла зоря 0,77 m, що знаходиться на відстані 16,8 світлових років від Сонця і має у 9 разів більшу, ніж у Сонця, світність. Одна з вершин т. зв. «Літнього Трикутника».

- На відстані 7 градусів на південь від Альтаїра розташована класична цефеїда η Орла, яка змінює свій блиск з 3,48 до 4,39 m з періодом 7,177 доби. Вона була відкрита англійським астрономом Е. Піготтом на рік раніше, ніж Джон Гудрайк визначив змінність δ Цефея.

Крім неї в сузір'ї Орла знаходяться ще три цефеїди, доступні для спостереження: FF Орла, ТТ Орла і U Орла.
- В Орлі виявлена унікальна затемнена подвійна система V1343 Орла, яка складається з гігантської OB-зірки, що обертається навколо рентгенівського джерела.

- Яскраві нові зорі спалахували в Орлі у 389 до н. е. і 1918 роках. Перша з них з'явилася поблизу Альтаїра, була яскравою як Венера і спостерігалася три тижні. Друга, помічена 8 червня 1918 року, досягла в максимумі блиску 1,4 m та стала найяскравішою новою з 1604 року, коли спалахнула Нова Кеплера).

## Об'єкти далекого космосу
У Орлі розташовані три цікавих планетарних туманності:
- NGC 6804 має вигляд малого, проте яскравого кільця
- NGC 6781 має такі ж особливості як Туманність Сова у Великій Ведмедиці.
- NGC 6751: також відома як Туманність Палаюче Око.

Інші об'єкти:
- NGC 6709: розсіяне скупчення 6.7m розташоване на 5 градусів на південь від зорі ζ Орла
- NGC 6755: розсіяне скупчення 7.5m; складається з більш як десятка зір від 12 до 13m.
- NGC 6760: кулясте скупчення 9.1m
- NGC 6749: розсіяне скупчення
- NGC 6778: планетарна туманність
- NGC 6741: планетарна туманність
- NGC 6772: планетарна туманність